# North Queensland Cowboys
North Queensland Cowboys è una società sportiva australiana di rugby a 13 con sede a Townsville nel Queensland. Partecipa al campionato professionistico National Rugby League. I Cowboys giocano  al North Queensland Stadium che si trova nel sobborgo di Railway Estate, nei pressi di Townsville, dal 2019. Precedentemente, la squadra giocò al Willows Sport Complex che si trovava nel sobborgo di Kirwan nei pressi di Townsville.
Dal momento della sua ammissione avvenuta nel 1995, il club partecipato a due edizioni della Grand Final, nel 2005 e nel 2015, vincendo nel 2015. Inoltre si è qualificata per la fase finale del campionato in 8 occasioni. Nel 2016 ha vinto la World Club Challenge.

## Palmarès
- 1 titolo della National Rugby League (2015)
  - una volta finalisti (2005)
- 1 titolo della World Club Challenge (2016)